# كارل أنتوني (أمير هوهنتسولرن)
كارل أنتوني، أمير هوهنتسولرن (بالألمانية: Karl Anton von Hohenzollern-Sigmaringen )‏ (و. 1811 – 1885 م) هو سياسي، من ألمانيا، توفي في زيغمارينغن، عن عمر يناهز 74 عاماً.

## مناصب
تولى منصب عضو مجلس النواب البروسي اللوردات.

## جوائز
حصل على جوائز منها:
- وسام فريدريش.